# Rutilia quadripunctata
Rutilia quadripunctata là một loài ruồi trong họ Tachinidae.